# Grube Marie in der Kohlbach
Die Grube Marie in der Kohlbach (auch: Grube Marie oder Grube auf dem hinteren Kolnberg) war ein mittelalterliches Blei- und Silberbergwerk im Kohlbachtal östlich des Stadtteils Hohensachsen der Stadt Weinheim. Es bestand vor 1291 und wurde 1783 vorübergehend und 1925 endgültig stillgelegt. Ein Teil der Grube dient heute als Besucherbergwerk.

## Geschichte
Bereits 1012 wurde Erzbergbau im Kohlbachtal urkundlich erwähnt, König Heinrich II. verlieh dem Bistum Worms die Gaugrafschaft Lobdengau, behielt aber das Kohlbachtal und das benachbarte Apfelbachtal, da dort Erzgruben im Betrieb waren.
Im August 1291 unterstellten die Brüder Conrad II und Friedrich von Strahlenberg aus dem benachbarten Schriesheim ihren Bergwerksbesitz an der Grube Marie dem Pfalzgraf bei Rhein Ludwig II., wobei sie Anspruch auf die Hälfte der Erträge behielten.
Erneut urkundlich erwähnt wurde die Grube 1474. Pfalzgraf Friedrich I.  verlieh am 19. November 1474 die Grube Marie an eine Gruppe von 16 Adligen und Höflingen. In diese Zeit datiert auch ein in der Grube gefundenes hölzernes Steigbrett, welches im deutschen Raum einmalig ist. Im Jahr 2004 wurde in der Wassersaige der Tagsohle ein etwa 3 m langes Steigbrett gefunden, welches als mittelalterlicher Vorläufer der Leiter der Fahrt diente. Die dendrochronologische Datierung des Steigbrettes ergab, dass das Holz 1475 gefällt wurde. Bereits 2 Jahre später, am 4. April 1476 bevollmächtigte Friedrich I. den ihm untergeordneten Zentgrafen eine Neuverleihung der Grube Marie durchzuführen.
Während des Landshuter Erbfolgekrieges ab 1504 kam der Abbau weitgehend zum Erliegen, erst 1551 wird die Grube wieder erwähnt.
Im Jahr 1741 wird die Grube, zusammen mit der Grube Anna-Elisabeth in Schriesheim, an Freiherr von Hundheim verliehen.
Zeitgleich wird mit dem Bau des 250 m langen 
Wasserlösungsstollens begonnen, der fast 30 Jahre Bauzeit erforderte.
Nur drei Jahre nach der Verleihung an die von Hundheims erfolgte 1743 ein Wechsel an die Herren von Sickingen. In der Folgezeit kam es zu weiteren Wechseln der Gewerke.
In der Zeit 1771 bis 1782 erfolgte ein starker Anstieg in der Silber- und Bleierzförderung. Im November 1779 gelang der langersehnte Durchschlag des alten Tiefen Stollens und stellte damit die tiefen Grubengebäude wasserfrei. Nur einen Monat später, am 11. Dezember 1779 wird Andreas Kreuzberger und 15 Mitgewerken das Bergwerk verliehen. Die Grube beschäftigte 26 Mitarbeiter. Die Ausbeute wird jedoch als gering bezeichnet und die Grube ab 1783 vorübergehend stillgelegt. 1790 wird sie nicht mehr als kurpfälzisches Bergwerk in den Übersichten geführt.

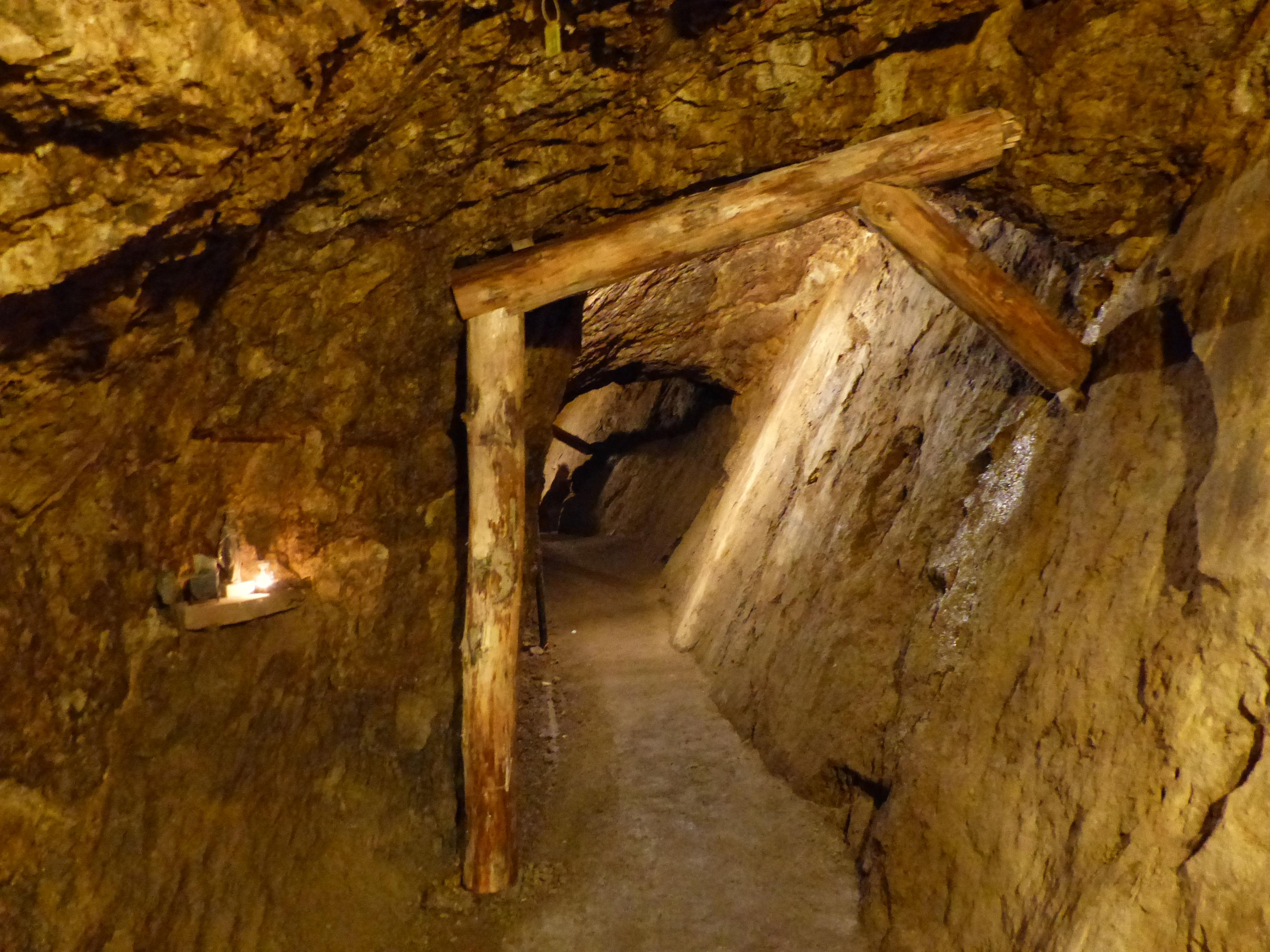
Grube Marie in der Kohlbach, Tagstollen

In den 1820er Jahren wurden die Stollen beräumt, 1853 gab es erneute Explorationen, auch 1885 und zuletzt 1936, jedoch ohne erneute Förderung. Erst 1925 wurde die Belehnung endgültig aufgehoben.
Beginnend 1995 wurde die Grube durch die AG Altbergbau Odenwald aufgewältigt und untersucht. Seit 2008 kann der Tagstollen als Besucherstollen besichtigt werden. Die Grube ist heute ein Geopunkt des Geo-Naturpark Bergstraße-Odenwald. 2017 wurde das Bergwerk im Rahmen einer Veranstaltung zum Geotop des Jahres gekürt.

## Stollen und Schächte
Der Tagstollen ist auf einer Länge von 50 m aufgefahren und endet in einer Schachtkammer mit etwa 5×6 m² Grundfläche. Von dieser führen ein Abbauschacht und ein Hauptgesenk (Schrägschacht) zur Tiefen Sohle, die sich 24 m unterhalb des Tagstollen-Niveaus befindet.
Von der Tiefen Sohle zweigen mehrere Such- und Abbaustollen sowie ein wassergefülltes Gesenk ab. Größere Bereiche der Tiefen Sohle sind ständig überflutet und daher nur im geringen Umfang bekannt. Der Wasserlösungsstollen hatte eine Länge von etwa 250 m und entwässert in den Kohlbach. Die Wasserlösung erfolgte mit Hilfe von Pumpen. Etwa 60 m nach dem Mundloch findet sich der für die Belüftung des Bergwerks wichtige Wetterschacht (Bergloch).

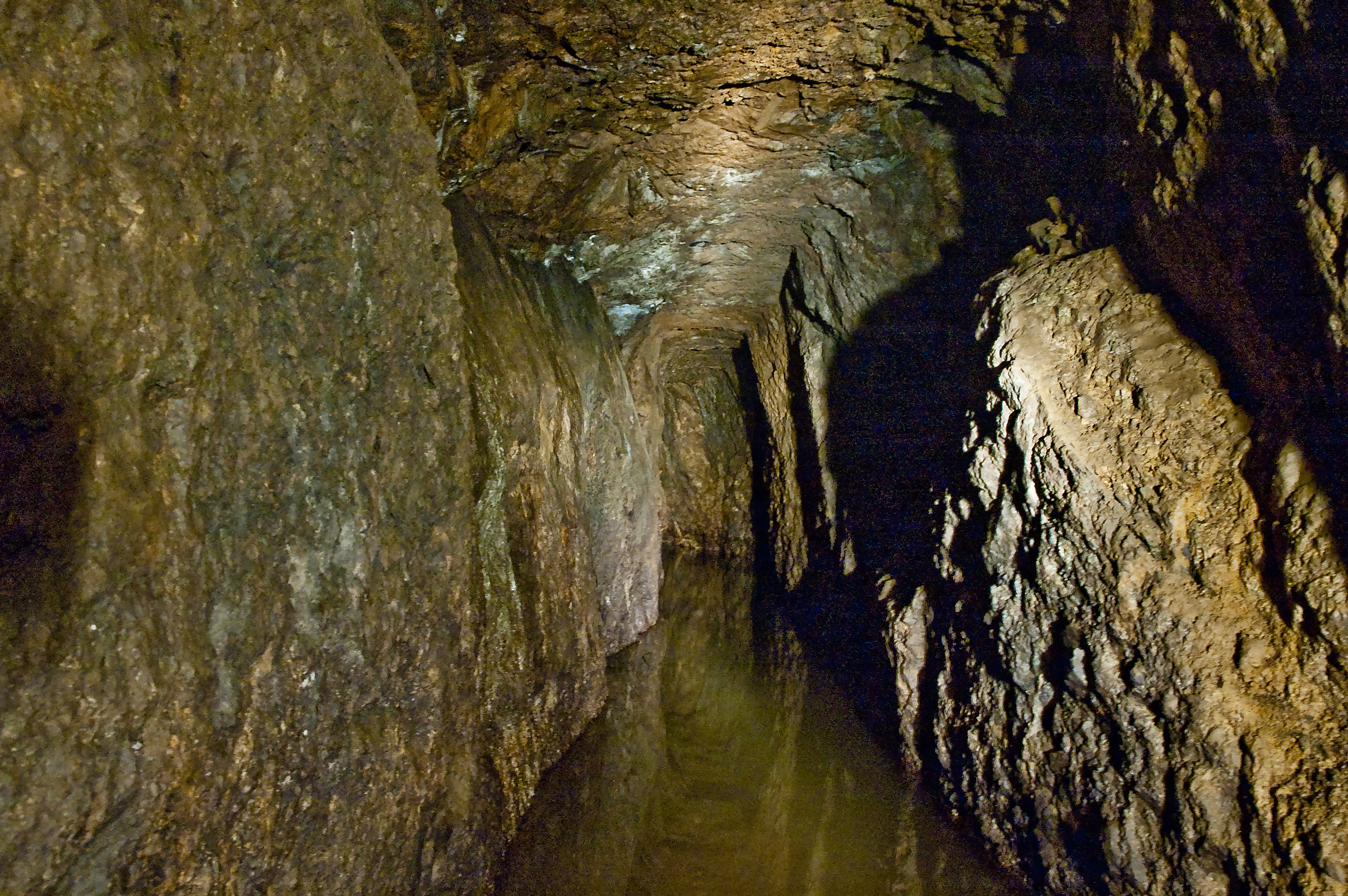
Tiefe Sohle, wassergefüllt
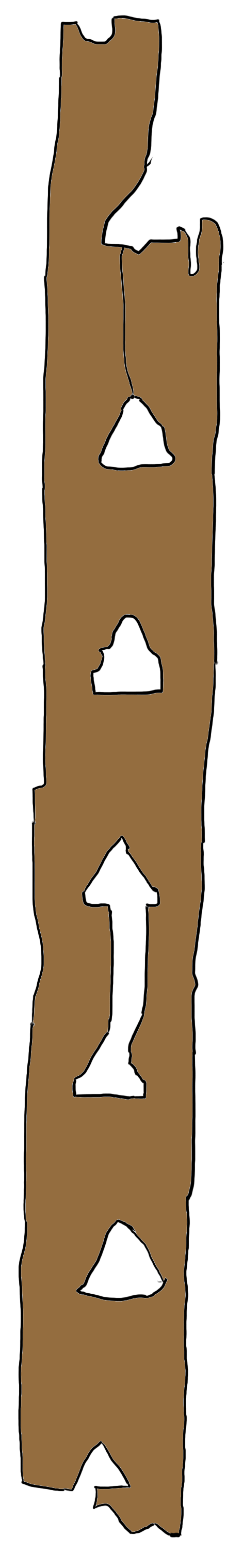
Steigbrett
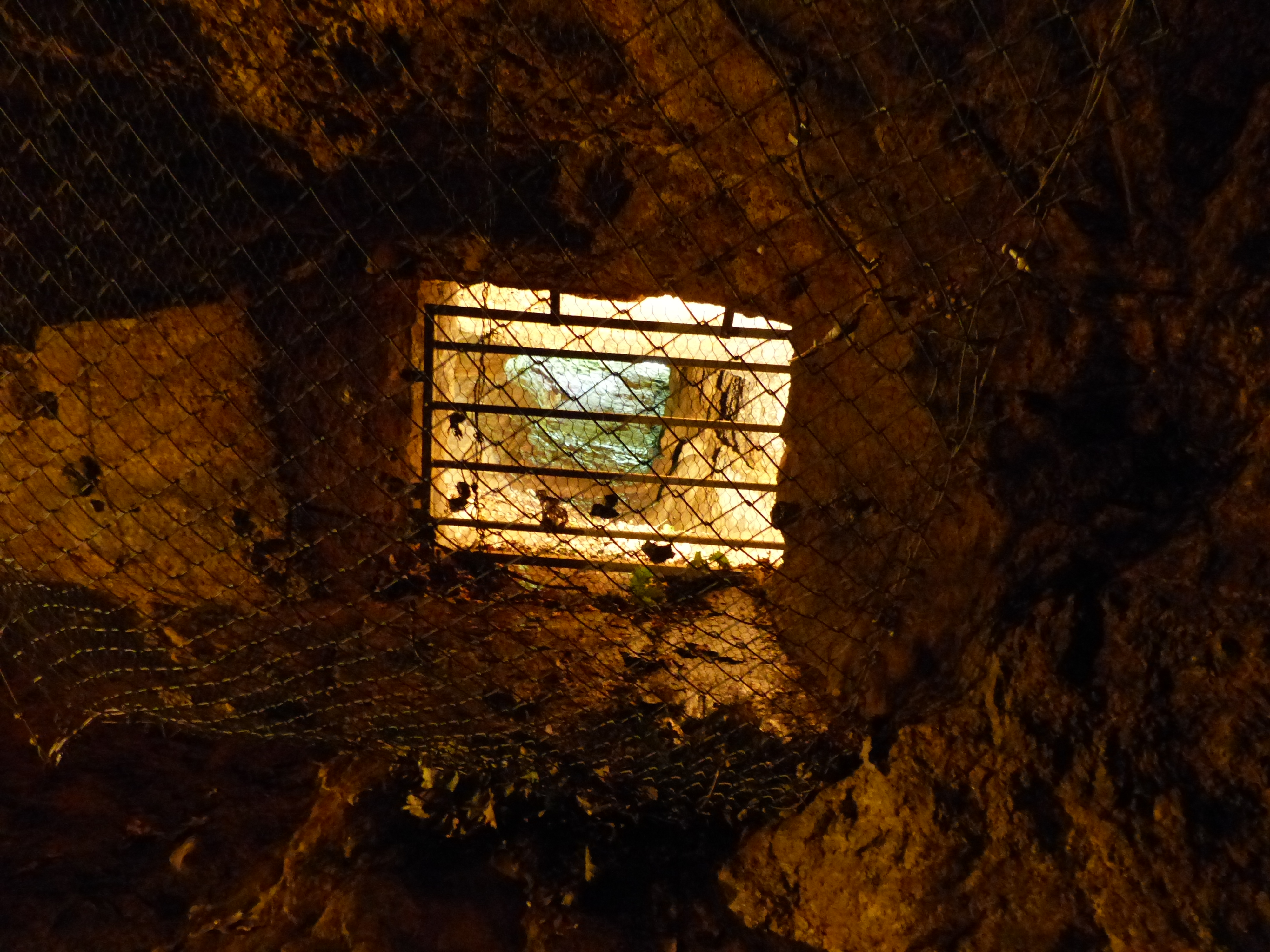
Wetterschacht